# Tschauner-Bühne

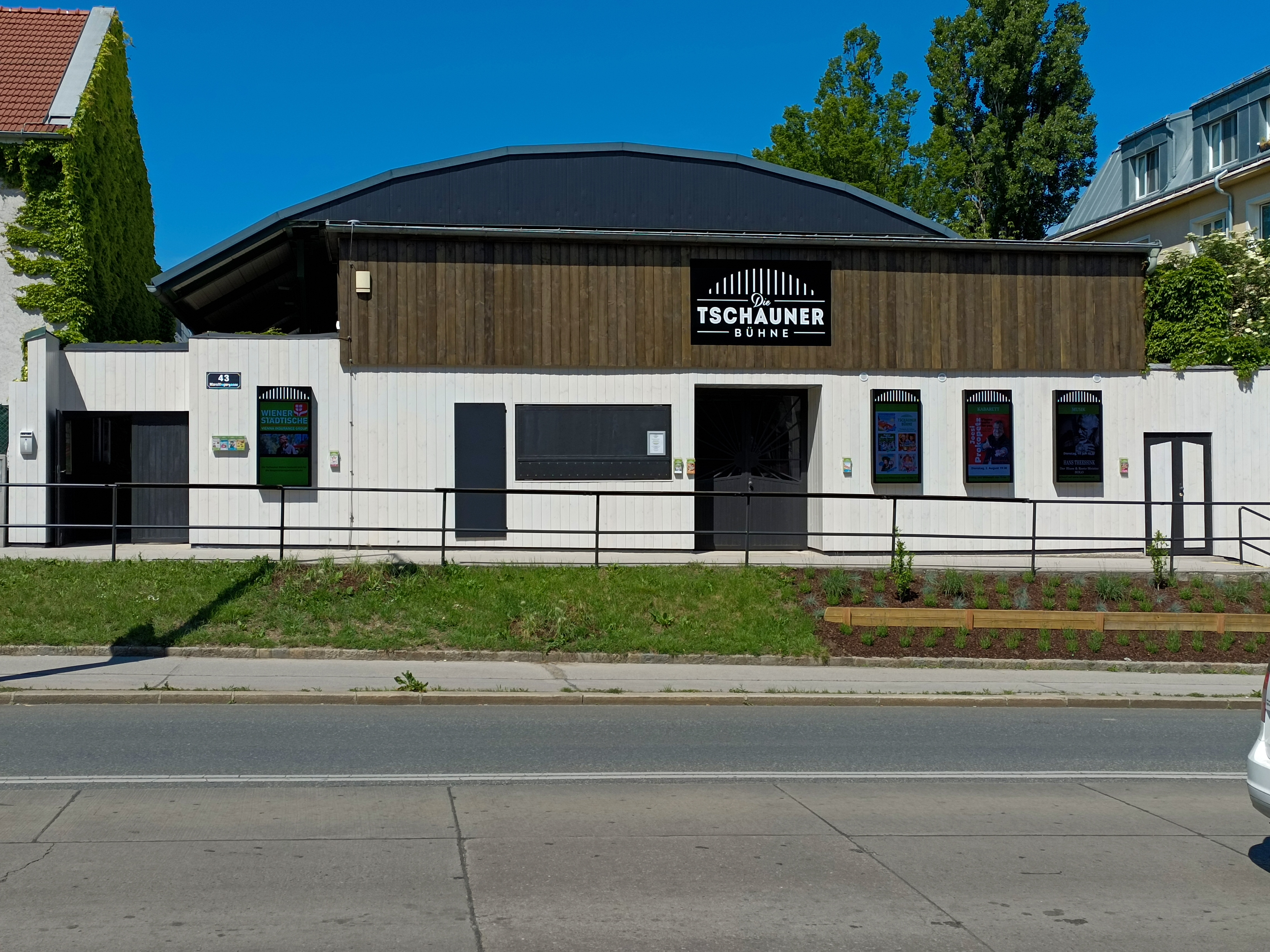
Tschauner-Bühne

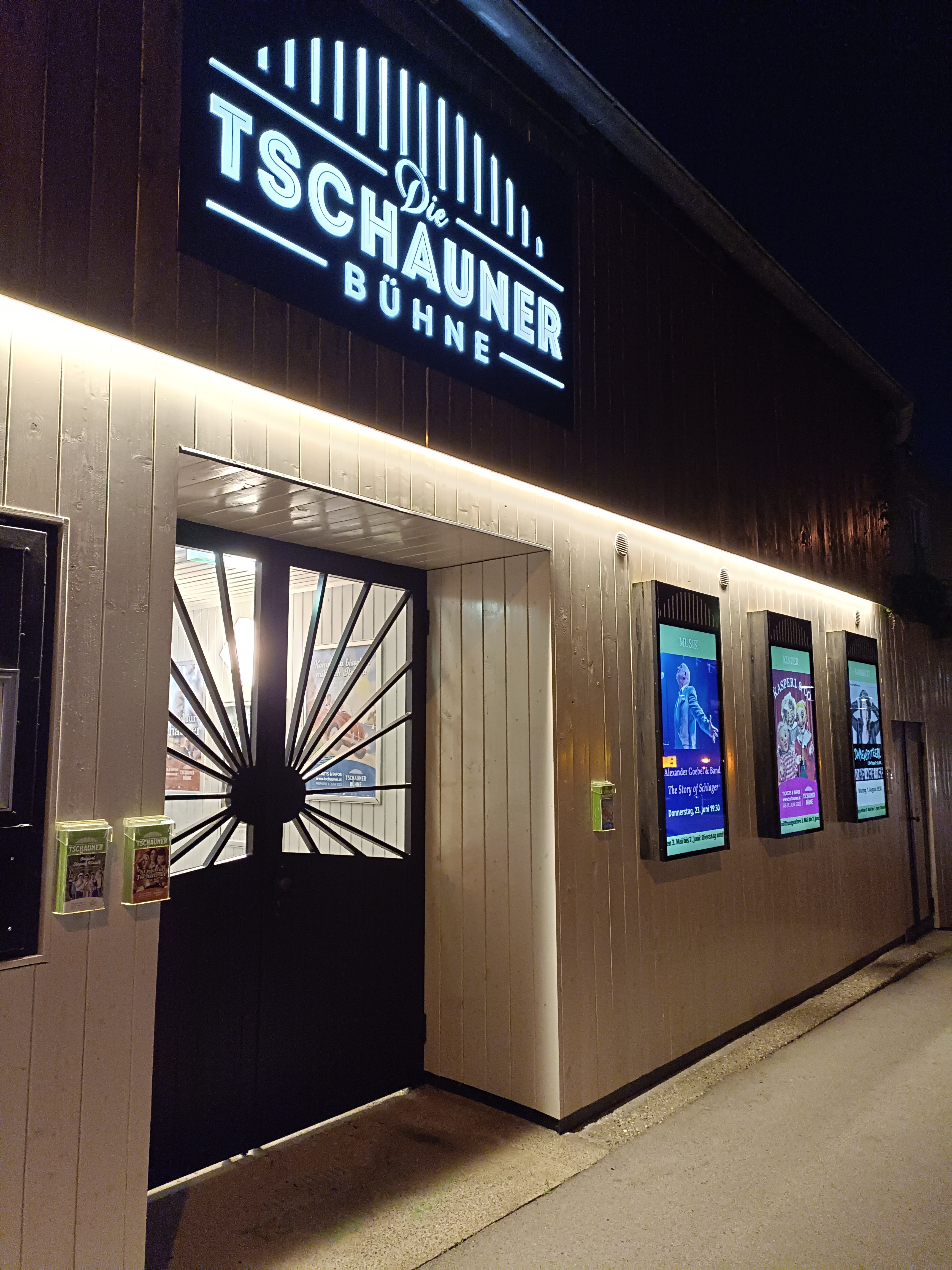
Tschauner-Bühne bei Nacht

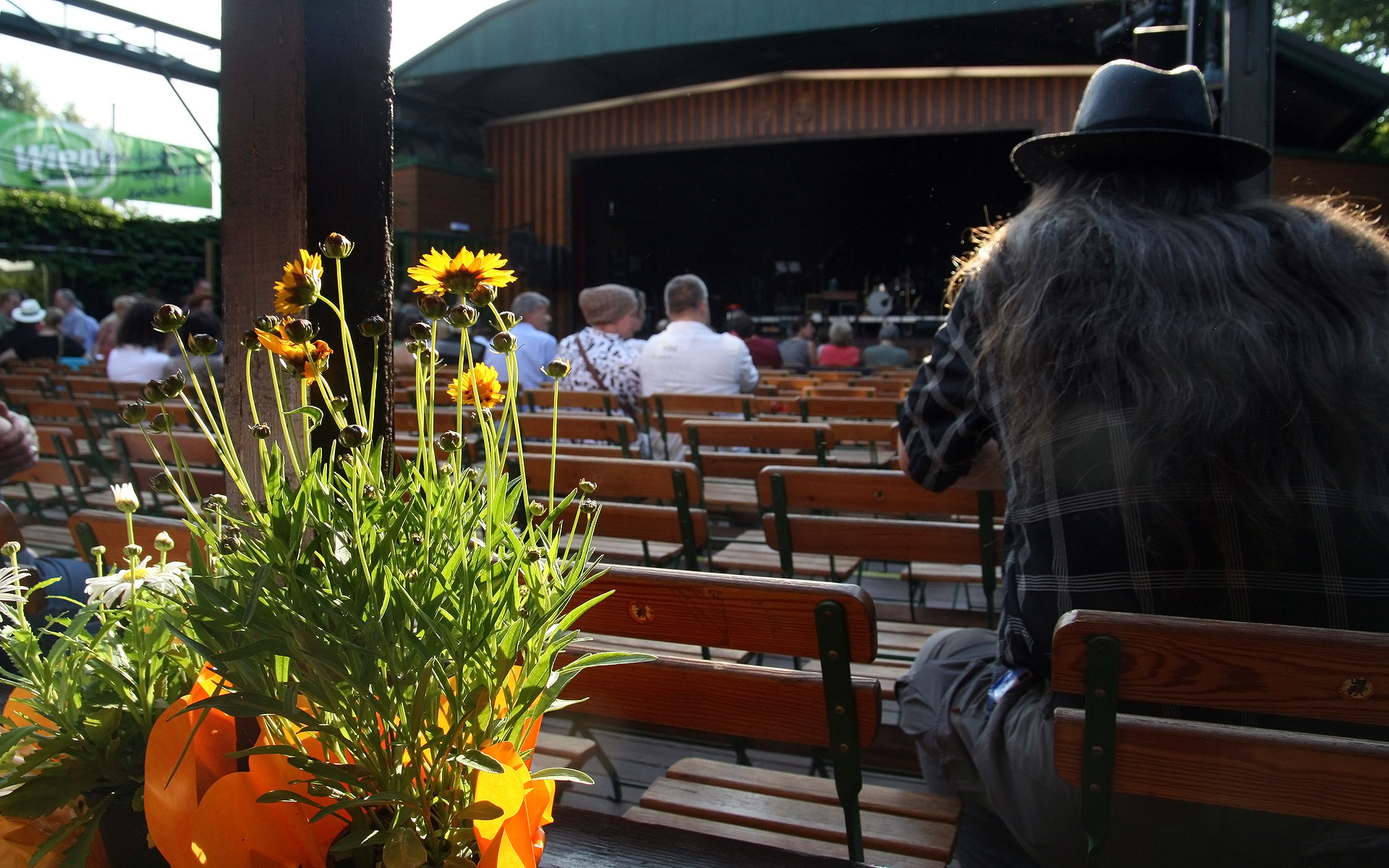
Zuschauerraum

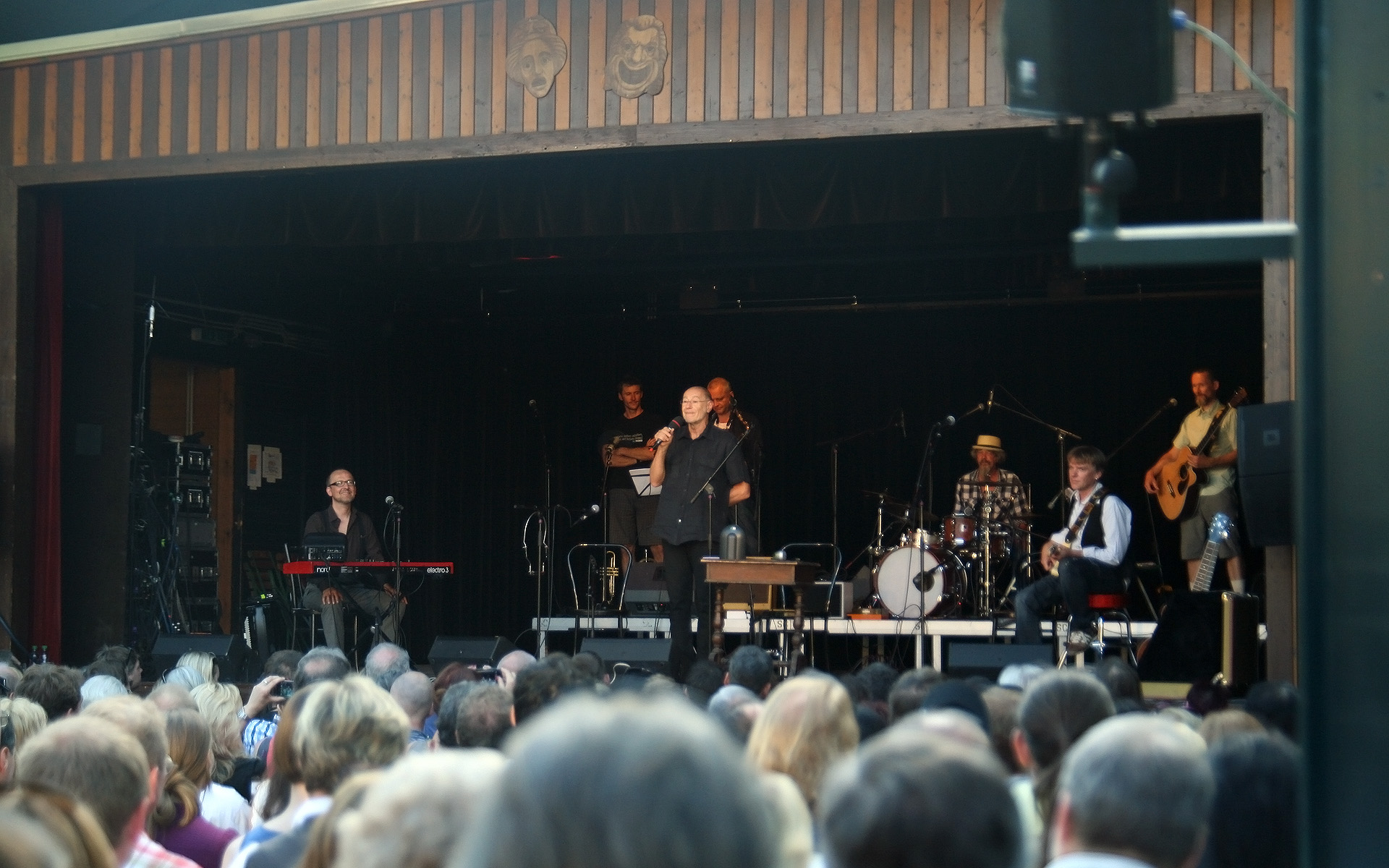
Trost und Rat mit Willi Resetarits live von der Tschauner-Bühne (2012)

1909 wurde die Tschauner-Bühne gegründet und ist die letzte regelmäßig bespielte Stegreifbühne Europas. Die Wiener Institution ist seit nunmehr sechs Jahrzehnten in der Ottakringer Maroltingergasse beheimatet und blickt auf eine lange bewegte Geschichte zurück.

## Geschichte
Die Anfänge der Tschauner-Bühne reichen bis in das Jahr 1909 zurück, als Theaterdirektor Gustav Tschauner eine Sommerbühne in der Brigittenau gründete. Als dieser 1938 – bereits fünfzigjährig – die neunzehnjährige Karoline Rudolf, Tochter einer Schaustellerfamilie, heiratete, brachte selbige die elterliche Bühne in der Kendlerstraße mit in die Ehe ein. In weiterer Folge wurde dieses Theater in die Ganglbauergasse übersiedelt. Im Jahr 1957 wurde der Standort der Bühne erneut verlegt, als diese aus altem Holzmaterial in der Maroltingergasse 43 wieder aufgebaut wurde, jedoch erst 1959 ihren Spielbetrieb wieder aufnahm. 
Als im Jahr 1961 Gustav Tschauner verstarb, geriet die Bühne in eine schwere Krise, doch Tschauners Witwe kämpfte um den Erhalt des Hauses, das sich in den folgenden Jahren zu einer Institution im Wiener Kulturleben entwickelte. Im Jahr 1987 verkaufte Karoline Tschauner die Bühne an das Wiener Volksbildungswerk. Aufgrund bestehender Einsturzgefahr musste das Theater 1988 abgerissen werden, konnte aber aus Mitteln der Stadt Wien und Sponsorgeldern wieder errichtet und am 4. Juli 1989 unter dem Namen Original Wiener Stegreifbühne, vormals Tschauner neu eröffnet werden.
2010 wurde von der neuen Intendantin Anita Zemlyak Tschauner Reloaded ins Leben gerufen. Im Wiener Theatersommer werden Klassiker wie Jedermann, Schneewittchen & Co. und Die Geierwally aufgeführt.
2016 Monika Erb wird neue Direktorin der Tschauner Bühne.
2018 wurde das Stegreifspiel der Tschauner-Bühne in die UNESCO-Liste des Immateriellen Kulturerbes aufgenommen.
2020 entfielen die Vorstellungen aufgrund der Corona-Pandemie.
2023 Monika Erb, Geschäftsführerin der Tschauner Bühne GmbH freut sich, mit der Theatersaison 2023 eine Doppelspitze in der Theaterleitung der Tschauner Bühne zu etablieren. Heidi Böpple, seit 2011 aus der Tschauner Bühne nicht mehr wegzudenken, zeichnet für die gesamte operative Theaterleitung verantwortlich. Schauspieler, Sänger und Regisseur Markus Richter übernimmt ab sofort die neu geschaffene Position der künstlerischen Theaterleitung der Tschauner Bühne und bildet so das passende Pendant.